# Estela de Saba
A Estela de Saba ou Inscrição de Saba era uma inscrição de pedra divisória descoberta em 1905 em Saba, ao sul da atual Jebel Sinjar. Foi considerada um retrato do rei assírio Adadenirari III (r. 811–783 a.C.) no topo com os símbolos divinos de seus deuses pagãos, enquanto o texto está inscrito em cuneiforme abaixo. Ela descreve a história em II Reis 13:5, onde Deus enviou Adadenirari para ser "libertador de Israel" das mãos de Benadade III (r. 796–770 a.C.), filho de Hazael (r. 843/842–796 a.C.). Na estela, observa-se que no final do governo de Nergaleres, governador de Rasapa, estava no controle da terra de Hindanu.